# Giorgio Pessi
Giorgio Pessi (1917-től: Giuliano Parvis, Osztrák–Magyar Monarchia, Trieszt, 1891. november 17. – Földközi-tenger légtere, 1933. július 18.) olasz vadászpilóta volt. Bár a monarchia területén született, a háború kitörésekor Olaszország mellé állt, és a hadseregben szolgált.

## Élete

### Fiatalkora
1891-ben született az olasz határhoz közeli Trieszt városában. Pessi nagy valószínűséggel rendelkezett olasz ősökkel, az Osztrák–Magyar Monarchia területén azonban az olaszok nem örvendtek túl nagy népszerűségnek[forrás?] (emiatt Pessi többször is Olaszországba látogatott), a világháború kitörésekor pedig végleg eldöntötte, hogy nevet változtat, és az Olasz Királyságba telepedik át. A világháború kitörésekor az Alpokon keresztül eljutott Olaszországba. 1917-ben nevét Giorgio Pessiről Giuliano Parvisra változtatta.

### A világháború alatt
1914-ben kirobbant az első világháború, 1915-ben az Olasz Királyság is hadat üzent és megtámadta az Osztrák–Magyar Monarchiát. Pessi az olasz hadsereg katonája lett. A hadseregen belül a lovassághoz osztották (több híres pilótával egyetemben), és huzamosabb ideig szolgált az olasz lovasság egyik leghíresebb századában a Piemonte Cavalleriában. Érdemes megemlíteni, hogy itt szolgált a leghíresebb és legeredményesebb olasz ász, Francesco Baracca. Pessi kérte áthelyezését a légierőhöz. A pilótaigazolványát 1916 vége körül kapta kézhez. Nevét ezekben az időkben kellett megváltoztatnia, mert az olasz kormány figyelmeztette, hogy amennyiben nem változtatja meg régi osztrák–magyar nevét, különböző bonyodalmak származhatnak belőle. Május 25-én a Squadriglia 78-hoz (78. repülő osztag) került, és néhány hetet szolgált itt. Hamarosan áthelyezték a Squadriglia 91-be (91. repülő osztag), ahol olyan kiváló pilótákkal szolgált együtt, mint Francesco Baracca (34 légi győzelem), Pier Piccio (24 légi győzelem), Fulco di Calabria (20 légi győzelem), Ferrucio Ranza (17 légi győzelem) és Luigi Olivari (12 légi győzelem). Ennek köszönhetően légi győzelmeit általában meg kellett osztania az ászpilótákkal is. Első bevetésein igen eredményes karriert jósoltak neki. Első légi győzelmét 1917. augusztus 17-én szerezte meg, SPAD S.VII-es repülőgépével, amikor egy osztrák–magyar Hansa-Brandenburg C.I-es vadászgépet lőtt le Ovcia Draga légterében. Az ezt követő hónapokban nem sikerült semmilyen légi harcban jeleskednie, ráadásul szeptember 29-én aratott légi győzelmét nem igazolta egyetlen szemtanú sem. 1917. október 26-án azonban két DFW C.V-ös repülőgépet lőtt le, ezzel jelentősen növelve győzelmeit, ekkortájt Parvis már 3 igazolt és 1 igazolatlan győzelemnél tartott. November 6. az egyik legjobb napja volt, hosszúnak tűnő bevetésre indult, amelyből később hatalmas légi harc kerekedett. Pessi 3 igazolt és egy igazolatlan légi győzelmet szerzett (saját bevallása szerint 4 igazoltat), s a harc közben (Francesco Baraccával megosztva) lelőtte Szepessy-Sokoll Rudolfot, az Osztrák–Magyar Monarchia egyik jeles magyar ászpilótáját. A november 6-i vérfürdő után Pessi nem tűnt ki légi harcokban, és a háborúban már nem szerzett győzelmet. Franciaország légterében nyújtott harcáért croix de guerre-rel (Hadikereszttel) tüntették ki, majd a legtöbb olasz ászpilótához hasonlóan megkapta az olasz Katonai Vitézségi Érmet.

### Légi győzelmei
| Sorszám     | Dátum                | Egység | Ellenséges repülőgép  | Pessi repülője | Helyszín       | Megjegyzés                      |
| ----------- | -------------------- | ------ | --------------------- | -------------- | -------------- | ------------------------------- |
| 1           | 1917. augusztus 2.   | 91ª    | Hansa-Brandenburg C.I | SPAD S.VII     | Ovcia Draga    | Feruccio Ranzával megosztva     |
| Igazolatlan | 1917. szeptember 29. | 91ª    | Hansa-Brandenburg C.I | SPAD S.VII     | Pietra Rossa   |                                 |
| 2           | 1917. október 26.    | 91ª    | DFW C.V               | SPAD S.VII     | Clabuzzano     |                                 |
| 3           | 1917. október 26.    | 91ª    | DFW C.V               | SPAD S.VII     | Piero Natisone | Francesco Baraccával megosztva  |
| Igazolatlan | 1917. november 6.    | 91ª    | Albatros D.III        | SPAD S.VII     | Fossalta       |                                 |
| 4           | 1917. november 6.    | 91ª    | DFW C.V               | SPAD S.VII     | Godega         |                                 |
| 5           | 1917. november 6.    | 91ª    | DFW C.V               | SPAD S.VII     | Orsago         |                                 |
| 6           | 1917. november 6.    | 91ª    | Two - Seater          | SPAD S.VII     | Moncader       | Áldozata Szepessy-Sokoll Rudolf |

### Élete a háború után

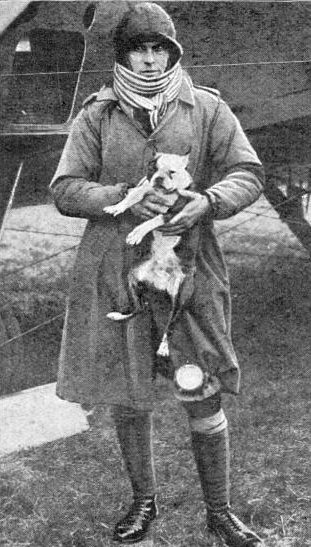
Pessi 1919-ben

Az első világháború után Pessi az Amerikai Egyesült Államokba hajózott, hogy meggyőzze az ottani üzletembereket és gyárakat a Caproni Ca.5-ös olasz fejlesztésű vadászgép kiválóságairól. Visszatérése után még számos európai országban és városban mutatta be a gépet. Ezt a tevékenységét 1922-ig folytatta, ekkor azonban kilépett a hadseregből. A repüléssel azonban nem hagyott fel, csupán a katonai repülés helyett a polgárira váltott. Ennek értelmében számos utasszállítót és szállítórepülőt vezetett a Földközi-tenger menti városokba. Hamarosan a Brindisi–Athén–Rodi–Konstantinápoly járat pilótája lett. Életét szinte a repülésnek szentelte, egyszerűen nem tudott megválni tőle, amikor még 1916-ban elszegődött pilótának rögtön tudta, megtalálta a helyét. 1916-tól kezdve folyamatosan főállású pilótaként vagy repülésoktatóként tevékenykedett. 1933. július 18-án hunyt el, 42 éves korában. Gépe ismeretlen okok miatt a Földközi-tenger légterében a vízbe zuhant. A gép roncsait (bár nagy költségű, alapos kutatást végeztek) soha sem találták meg.